# جيم هولتون
جيم هولتون (بالإنجليزية: Jim Holton)‏ هو لاعب كرة قدم بريطاني، ولد في 11 أبريل 1951 في ورك في المملكة المتحدة، وتوفي بنفس المكان في 4 أكتوبر 1993. شارك مع منتخب اسكتلندا لكرة القدم. أما مع النوادي، فقد لعب مع شروزبري تاون وشيفيلد وينزداي وكوفنتري سيتي ومانشستر يونايتد ونادي سلتيك ونادي سندرلاند ووست بروميتش ألبيون.

## وصلات خارجية
- جيم هولتون على موقع الاتحاد الإسكتلندي (الإنجليزية)
- جيم هولتون على موقع قاعدة بيانات كرة القدم.إي يو (الإنجليزية)
- جيم هولتون على موقع ناشيونال فوتبول تيمز (الإنجليزية)